# Əhmədli (Beyləqan)
Əhmədli è un comune dell'Azerbaigian situato nel distretto di Beyləqan. Conta una popolazione di 1 348 abitanti.